# Senjūrō Hayashi
Senjūrō Hayashi (jap. 林 銑十郎  Hayashi Senjūrō; ur. 23 lutego 1876 w Kanazawie, zm. 4 lutego 1943 w Tokio) – generał Cesarskiej Armii Japońskiej, polityk, premierJaponii. Podjął próbę przekształcenia Japonii w państwo jednopartyjne.

## Życiorys
Pochodził z rodziny o tradycjach samurajskich. W czerwcu 1894 wstąpił do wojska, pragnąc wziąć udział w wojnie chińsko-japońskiej. Po jej zakończeniu podjął naukę w Japońskiej Cesarskiej Akademii Wojskowej, którą ukończył w 1897. Dodatkową wiedzę zdobywał w Cesarskim Kolegium Wojskowym w tokijskiej dzielnicy Minato, którego absolwentem został w 1903.
W latach późniejszych brał udział w walkach w Korei. W 1930, będąc w randze generała porucznika, otrzymał dowództwo nad stacjonującymi tam wojskami japońskimi. Podjął wkrótce, mimo braku zgody rządu, działania wojenne przeciwko Chinom i zajął Mandżurię.
W 1932 otrzymał awans na stopień generała. W 1934 został ministrem wojny, zastępując na tym stanowisku swojego starego rywala Sadao Arakiego. Pełniąc tę funkcję, usunął z armii dawnych jego zwolenników. Musiało wówczas ustąpić ze służby blisko pięć tysięcy wyższych oficerów.
W 1935 został odwołany z funkcji ministra wojny. W 1937 objął urząd premiera kraju. Pragnąc uwolnić rząd od waśni partyjnych, zażądał od wszystkich ministrów zawieszenia działalności partyjnej. Wkrótce jednak zrezygnował z prób tworzenia rządu ponadpartyjnego i udzielił poparcia militarystycznej partii Shōwakai. Rozwiązał parlament i zarządził rozpisanie nowych wyborów, które miały mu utorować drogę do stworzenia państwa jednopartyjnego. Wybory jednak przegrał i zmuszony został po czterech miesiącach do ustąpienia ze stanowiska.
Zmarł w 1943 w Tokio. Został pochowany na cmentarzu Tama Reien w Fuchū.